# Đội tuyển bóng đá quốc gia Nepal
Đội tuyển bóng đá quốc gia Nepal (tiếng Nepal: नेपाल राष्ट्रिय फुटबल टिम) là đội tuyển cấp quốc gia của Nepal do Hiệp hội bóng đá toàn Nepal quản lý.
Trận thi đấu quốc tế đầu tiên của đội tuyển Nepal là trận gặp đội tuyển Trung Quốc vào năm 1972. Thành tích tốt nhất của đội cho đến nay là vị trí thứ ba của SAFF Cup 1993, lọt vào bán kết AFC Challenge Cup 2006 và chức vô địch Cúp bóng đá Đoàn kết AFC 2016.

## Danh hiệu
- Cúp bóng đá Đoàn kết AFC: 1

Vô địch: 2016
- Vô địch Nam Á: 0

Hạng ba: 1993

## Thành tích quốc tế

### Giải vô địch bóng đá thế giới
- 1930 đến 1982 - Không tham dự
- 1986 - Không vượt qua vòng loại
- 1990 - Không vượt qua vòng loại
- 1994 - Không tham dự
- 1998 đến 2002 - Không vượt qua vòng loại
- 2006 - Bỏ cuộc
- 2010 đến 2026 - Không vượt qua vòng loại

### Cúp bóng đá châu Á
- 1956 đến 1980 - Không tham dự
- 1984 - Tứ kết
- 1988 - Tứ kết
- 1992 - Không tham dự
- 1996 đến 2004 - Không vượt qua vòng loại
- 2007 - Không tham dự
- 2011 đến 2023 - Không vượt qua vòng loại

### Cúp Challenge AFC
| Năm       | Thành tích               | Điểm                     | Pld                      | Thắng                    | Hòa                      | Thua                     | Bàn thắng                | Bàn thua                 | Hiệu số                  | Điểm                     |                          |
| --------- | ------------------------ | ------------------------ | ------------------------ | ------------------------ | ------------------------ | ------------------------ | ------------------------ | ------------------------ | ------------------------ | ------------------------ | ------------------------ |
| 2006      | Bán kết                  | 7                        | 3                        | 1                        | 1                        | 1                        | 4                        | 3                        | +1                       | 7                        |                          |
| 2008      | Vòng 1                   | 3                        | 1                        | 0                        | 2                        | 3                        | 4                        | 1                        | +3                       |                          |                          |
| 2010      | Không vượt qua vòng loại | Không vượt qua vòng loại | Không vượt qua vòng loại | Không vượt qua vòng loại | Không vượt qua vòng loại | Không vượt qua vòng loại | Không vượt qua vòng loại | Không vượt qua vòng loại | Không vượt qua vòng loại | Không vượt qua vòng loại | Không vượt qua vòng loại |
| 2012      | Vòng 1                   | 0                        | 3                        | 0                        | 0                        | 3                        | 0                        | 6                        | −6                       | 0                        |                          |
| 2014      | Không vượt qua vòng loại | Không vượt qua vòng loại | Không vượt qua vòng loại | Không vượt qua vòng loại | Không vượt qua vòng loại | Không vượt qua vòng loại | Không vượt qua vòng loại | Không vượt qua vòng loại | Không vượt qua vòng loại | Không vượt qua vòng loại |                          |
| Tổng cộng | 3/5                      | 10                       | 7                        | 1                        | 3                        | 7                        | 8                        | 10                       | −2                       | 10                       |                          |

### Cúp bóng đá Đoàn kết AFC
| Năm       | Thành tích | Pld | Thắng | Hòa | Thua | Bàn thắng | Bàn thua | Hiệu số | Điểm |
| --------- | ---------- | --- | ----- | --- | ---- | --------- | -------- | ------- | ---- |
| 2016      | Vô địch    | 4   | 3     | 1   | 0    | 6         | 2        | +4      | 10   |
| Tổng cộng | 1/1        | 4   | 3     | 1   | 0    | 6         | 2        | +4      | 10   |

### Giải vô địch bóng đá Nam Á
| Năm       | Thành tích | Pld | Thắng | Hòa | Thua | Bàn thắng | Bàn thua | Hiệu số | Điểm |
| --------- | ---------- | --- | ----- | --- | ---- | --------- | -------- | ------- | ---- |
| 1993      | 3rd        | 3   | 0     | 2   | 1    | 1         | 2        | −1      | 2    |
| 1995      | 4th        | 3   | 1     | 0   | 2    | 2         | 2        | 0       | 3    |
| 1997      | Vòng 1     | 2   | 0     | 0   | 2    | 1         | 5        | −4      | 0    |
| 1999      | 4th        | 4   | 1     | 0   | 3    | 6         | 9        | −3      | 3    |
| 2003      | Vòng 1     | 3   | 1     | 0   | 2    | 4         | 5        | −1      | 3    |
| 2005      | Vòng 1     | 3   | 1     | 0   | 2    | 4         | 5        | −1      | 3    |
| 2008      | Vòng 1     | 3   | 1     | 0   | 2    | 5         | 9        | −4      | 3    |
| 2009      | Vòng 1     | 3   | 1     | 1   | 1    | 4         | 2        | +2      | 4    |
| 2011      | Bán kết    | 4   | 1     | 2   | 1    | 3         | 3        | 0       | 5    |
| 2013      | Bán kết    | 4   | 2     | 1   | 1    | 5         | 3        | +2      | 7    |
| 2015      | Vòng 1     | 2   | 0     | 0   | 2    | 1         | 5        | −4      | 0    |
| 2018      | Bán kết    | 4   | 2     | 0   | 2    | 7         | 5        | +2      | 6    |
| 2021      | CXĐ        | CXĐ | CXĐ   | CXĐ | CXĐ  | CXĐ       | CXĐ      | CXĐ     | CXĐ  |
| Tổng cộng | 10/10      | 38  | 11    | 6   | 21   | 43        | 55       | 6       | 39   |

### Á vận hội
- (Nội dung thi đấu dành cho cấp đội tuyển quốc gia cho đến kỳ Đại hội năm 1998)

| Năm           | Thành tích                      | Pld                             | Thắng                           | Hòa                             | Thua                            | Bàn thắng                       | Bàn thua                        | Hiệu số                         | Điểm                            |
| ------------- | ------------------------------- | ------------------------------- | ------------------------------- | ------------------------------- | ------------------------------- | ------------------------------- | ------------------------------- | ------------------------------- | ------------------------------- |
| 1951 đến 1962 | Chưa phải là thành viên của IOC | Chưa phải là thành viên của IOC | Chưa phải là thành viên của IOC | Chưa phải là thành viên của IOC | Chưa phải là thành viên của IOC | Chưa phải là thành viên của IOC | Chưa phải là thành viên của IOC | Chưa phải là thành viên của IOC | Chưa phải là thành viên của IOC |
| 1966 đến 1978 | Bỏ cuộc                         | Bỏ cuộc                         | Bỏ cuộc                         | Bỏ cuộc                         | Bỏ cuộc                         | Bỏ cuộc                         | Bỏ cuộc                         | Bỏ cuộc                         | Bỏ cuộc                         |
| 1982          | Vòng 1                          | 3                               | 0                               | 0                               | 3                               | 1                               | 9                               | −8                              | 0                               |
| 1986          | Vòng 1                          | 4                               | 0                               | 0                               | 4                               | 0                               | 17                              | −17                             | 0                               |
| 1990          | Bỏ cuộc                         | Bỏ cuộc                         | Bỏ cuộc                         | Bỏ cuộc                         | Bỏ cuộc                         | Bỏ cuộc                         | Bỏ cuộc                         | Bỏ cuộc                         | Bỏ cuộc                         |
| 1994          | Vòng 1                          | 3                               | 0                               | 0                               | 3                               | 0                               | 20                              | −20                             | 0                               |
| 1998          | Vòng 1                          | 2                               | 0                               | 0                               | 2                               | 0                               | 6                               | −6                              | 0                               |
| Tổng cộng     | 12/12                           | -                               | -                               | -                               | -                               | -                               | -                               | -51                             | 0                               |

## Cầu thủ

### Đội hình hiện tại
Đội hình các cầu thủ được triệu tập cho vòng loại Asian Cup 2023.

Số liệu thống kê tính đến ngày 14 tháng 6 năm 2022 sau trận gặp Indonesia.

| Số | VT | Cầu thủ                       | Ngày sinh (tuổi)  | Trận | Bàn | Câu lạc bộ            |
| -- | -- | ----------------------------- | ----------------- | ---- | --- | --------------------- |
|    | TM | Deep Karki                    | 9 tháng 1, 1998   | 3    | 0   | Himalayan Sherpa Club |
|    | TM | Tikendra Thapa                | 18 tháng 8, 1994  | 0    | 0   | Jawalakhel            |
|    | TM | Bishal Sunar                  | 9 tháng 2, 2002   | 0    | 0   | Manang Marshyangdi    |
|    |    |                               |                   |      |     |                       |
|    | HV | Suman Aryal                   | 31 tháng 1, 2000  | 27   | 0   | Tribhuwan Army Club   |
|    | HV | Gautam Shrestha               | 21 tháng 2, 2000  | 16   | 0   | Tribhuwan Army Club   |
|    | HV | Bikash Khawas                 | 29 tháng 7, 2001  | 7    | 0   | Tribhuwan Army Club   |
|    | HV | Bikash Tamang                 | 27 tháng 1, 1994  | 3    | 0   | Tribhuwan Army Club   |
|    | HV | Rajan Gurung                  | 15 tháng 4, 2000  | 2    | 0   | APF Club              |
|    | HV | Shiva Gurung                  |                   | 1    | 0   | New Road Team         |
|    |    |                               |                   |      |     |                       |
|    | TV | Sunil Bal                     | 1 tháng 1, 1998   | 22   | 1   | Machhindra            |
|    | TV | Santosh Tamang                | 6 tháng 8, 1994   | 18   | 0   | Tribhuwan Army Club   |
|    | TV | Pujan Uparkoti                | 9 tháng 5, 1996   | 16   | 0   | Manang Marshyangdi    |
|    | TV | Arik Bista                    | 17 tháng 3, 2000  | 12   | 0   | New Road Team         |
|    | TV | Ayush Ghalan                  | 21 tháng 2, 2004  | 11   | 1   | Three Star Club       |
|    | TV | Suraj Jeu Thakuri             | 19 tháng 12, 2000 | 8    | 0   | Jawalakhel            |
|    | TV | Sesehang Aangdembe            | 3 tháng 11, 2000  | 4    | 0   | Tribhuwan Army Club   |
|    | TV | Nir Kumar Rai                 | 5 tháng 12, 1991  | 1    | 0   | Nepal Police Club     |
|    | TV | Akash Budha Magar             | 14 tháng 2, 2002  | 1    | 0   | Satdobato             |
|    | TV | Roshan Rana Magar             |                   | 0    | 0   | Brigade Boys Club     |
|    |    |                               |                   |      |     |                       |
|    | TĐ | Nawayug Shrestha (đội trưởng) | 8 tháng 6, 1990   | 42   | 7   | Tribhuwan Army Club   |
|    | TĐ | Manish Dangi                  | 17 tháng 9, 2001  | 15   | 2   | Machhindra            |
|    | TĐ | George Prince Karki           | 26 tháng 10, 1993 | 7    | 0   | Tribhuwan Army Club   |
|    | TĐ | Darshan Gurung                | 20 tháng 8, 2002  | 6    | 1   | New Road Team         |

### Triệu tập gần đây
| Vt | Cầu thủ            | Ngày sinh (tuổi) | Số trận | Bt | Câu lạc bộ          | Lần cuối triệu tập            |
| -- | ------------------ | ---------------- | ------- | -- | ------------------- | ----------------------------- |
| TM | Kiran Chemjong     | 20 tháng 3, 1990 | 84      | 0  | Maziya              | v. Thái Lan; 24 March 2022    |
| TM | Bishal Shrestha    | 2 tháng 9, 1992  | 1       | 0  | Manang Marshyangdi  | v. Mauritius; 1 February 2022 |
| TM | Bikesh Kuthu       | 24 tháng 6, 1993 | 9       | 0  | Tribhuvan Army Club | v. Ấn Độ; 5 September 2021    |
| TM | Arpan Karki        | 24 tháng 1, 2000 | 0       | 0  | Chyasal Youth Club  | v. Ấn Độ; 5 September 2021    |
|    |                    |                  |         |    |                     |                               |
| HV | Rohit Chand        | 1 tháng 3, 1992  | 74      | 0  | Persik Kediri       | v. Thái Lan; 24 March 2022    |
| HV | Ananta Tamang      | 17 tháng 1, 1998 | 45      | 2  | East Bengal         | v. Thái Lan; 24 March 2022    |
| HV | Dinesh Rajbanshi   | 4 tháng 4, 1998  | 24      | 0  | Manang Marshyangdi  | v. Thái Lan; 24 March 2022    |
| HV | Nabin Gurung       | 8 tháng 3, 2002  | 1       | 0  | New Road Team       | v. Thái Lan; 24 March 2022    |
| HV | Devendra Tamang    | 1 tháng 11, 1993 | 17      | 0  | Machhindra          | v. Mauritius; 1 February 2022 |
|    |                    |                  |         |    |                     |                               |
| TV | Jagjit Shrestha    | 10 tháng 8, 1992 | 29      | 1  | Tribhuvan Army Club | v. Thái Lan; 24 March 2022    |
| TV | Tej Tamang         | 14 tháng 2, 1998 | 21      | 1  | Nepal Police Club   | v. Thái Lan; 24 March 2022    |
| TV | Suvash Gurung      | 7 tháng 9, 1991  | 2       | 0  | Sankata BSC         | v. Thái Lan; 24 March 2022    |
| TV | Nitin Thapa        | 7 tháng 2, 2002  | 3       | 0  | Manang Marshyangdi  | v. Thái Lan; 24 March 2022    |
| TV | Sudip Gurung       | 27 tháng 3, 1997 | 1       | 0  | Satdobato           | v. Thái Lan; 24 March 2022    |
| TV | Prashant Awasthi   | 4 tháng 11, 1998 | 1       | 0  | Satdobato           | v. Thái Lan; 24 March 2022    |
| TV | Sujal Shrestha     | 5 tháng 2, 1993  | 45      | 2  | Machhindra          | v. Mauritius; 1 February 2022 |
| TV | Bishal Rai         | 6 tháng 6, 1993  | 35      | 4  | Machhindra          | v. Mauritius; 1 February 2022 |
| TV | Sunil Bal          | 1 tháng 1, 1998  | 20      | 1  | Machhindra          | v. Mauritius; 1 February 2022 |
| TV | Kamal Thapa        | 20 tháng 9, 1998 | 2       | 0  | Himalayan Sherpa    | 2021 SAFF Championship        |
| TV | Shishir Lekhi      |                  | 0       | 0  | Brigade Boys        | v. Ấn Độ; 5 September 2021    |
|    |                    |                  |         |    |                     |                               |
| TĐ | Anjan Bista        | 15 tháng 5, 1998 | 50      | 8  | Manang Marshyangdi  | v. Thái Lan; 24 March 2022    |
| TĐ | Suman Lama         | 9 tháng 3, 1996  | 22      | 1  | Nepal Police Club   | v. Thái Lan; 24 March 2022    |
| TĐ | Aashish Lama       | 1 tháng 12, 1996 | 5       | 0  | Nepal A.P.F. Club   | v. Thái Lan; 24 March 2022    |
| TĐ | Bimal Gharti Magar | 15 tháng 9, 1997 | 39      | 9  | Machhindra          | v. Mauritius; 1 February 2022 |
| TĐ | Abhishek Rijal     | 29 tháng 1, 2000 | 11      | 1  | Machhindra          | v. Ấn Độ; 5 September 2021    |